# Nazareth (Texas)
Nazareth è un comune (city) degli Stati Uniti d'America della contea di Castro nello Stato del Texas. La popolazione era di 311 abitanti al censimento del 2010.

## Geografia fisica
Secondo lo United States Census Bureau, la città ha una superficie totale di 0,94 km², dei quali 0,94 km² di territorio e 0 km² di acque interne (0% del totale).
Si trova 12 miglia (19 km) ad est di Dimmitt, il capoluogo di contea, e 20 miglia (32 km) ad ovest di Tulia.

## Società

### Evoluzione demografica
Secondo il censimento del 2010, la popolazione era di 311 abitanti.

### Etnie e minoranze straniere
Secondo il censimento del 2010, la composizione etnica della città era formata dal 98,71% di bianchi, lo 0,32% di afroamericani, lo 0,96% di nativi americani, lo 0% di asiatici, lo 0% di oceanici, lo 0% di altre razze, e lo 0% di due o più etnie. Ispanici o latinos di qualunque razza erano il 10,61% della popolazione.